# Renton (Skócia)
Renton kisváros Skóciában, Nyugat-Dunbartonshire önkormányzati területén. Közvetlenül délen határos Alexandriával, és körülbelül három kilométerre északra fekszik Dumbartontól a Leven nyugati partján.

## Története
Renton egy viszonylag fiatal közösség. Bár az első textilgyár már 1715-ben megtelepedett a környéken, a tényleges város csak 1782-től alakult ki tervezett településként. A mozgatórugó a Smollett család volt (lásd még Tobias Smollett), akik a környéken éltek. A hely Smollett menyéről, Renton of Lammertonról kapta a nevét. A város hanyatlásáig együtt fejlődött a textiliparral. 2011-ben 2207 ember élt Rentonban.

## Közlekedése
Az A82 autóút, amely Glasgow-t Fort Williamen keresztül köti össze Inverness-szel, nyugaton érinti Rentont, és összeköti a várost a főúthálózattal. A 19. század közepén Renton saját vasútállomást kapott, amely a North British Railway Caledonian és Dunbartonshire Junction vasútvonalán közlekedett Bowling és Balloch között. Ma a North Clyde Line vonatok állnak meg itt, amelyek egy része Glasgow-n keresztül Edinburghba közlekedik. A legközelebbi repülőtér körülbelül 15 km-re van a glasgow-i repülőtértől.

## Látnivalók
Rentonban három műemlék található a legmagasabb skót műemléki kategóriából. Az 1774-ből származó Smollett-emlékmű a helyi általános iskola területén áll. Tobias Smollett író emlékére építették. A neogótikus Millburn-templom ma is romos. Sokáig azt feltételezték, hogy John Thomas Rochead építész tervei alapján építették. Ma a templom építését inkább George Meikle Kemp nevéhez kötik. A 19. század közepén James Aitken, a Camelonban található Rosebank whisky lepárló tulajdonosa felépítette a Dalmoak House nevű vidéki villát Rentontól délnyugatra.
Renton további tizenkét műemléke van a B és C kategóriában.

## Személyiségek
- Tom Vallance (1856–1935), labdarúgó játékos és tisztségviselő, evezős és távolugró
- Andrew Hannah (1864–1940), labdarúgó
- Duncan McLean (1868–1941), labdarúgó
- James McBride (1873–1899), labdarúgó

## Fordítás
- Ez a szócikk részben vagy egészben  a   Renton (West Dunbartonshire) című német Wikipédia-szócikk ezen változatának fordításán alapul.  Az eredeti cikk szerkesztőit annak laptörténete sorolja fel. Ez a jelzés csupán a megfogalmazás eredetét és a szerzői jogokat jelzi, nem szolgál a cikkben szereplő információk forrásmegjelöléseként.